# 相模原市立若松小学校
相模原市立若松小学校（さがみはらしりつ わかまつ しょうがっこう）は、神奈川県相模原市南区若松2丁目にある公立小学校。

## 教育目標
- つよい子（自立）・かしこい子（創造）・あたたかい子（共生）

## 沿革
- 1983年（昭和58年）
  - 4月 - 谷口台小学校・大沼小学校より分離し、開校。給食開始。開校記念樹植樹。
  - 6月 - 開校記念日制定。プール完成。
- 1984年（昭和59年）
  - 2月 - 校歌・校章制定記念式挙行。
  - 8月 - スプリンクラー・花壇・中庭野外教室完成。
  - 9月 - 飼育舎完成。
- 1985年（昭和60年）8月 - 演劇用音声・照明施設完備。
- 1988年（昭和63年）3月 - 創立5周年記念誌発行。
- 1990年（平成2年）
  - 4月 - 相模原市教育委員会人権教育推進指定校。
  - 10月 - PC（コンピュータ）教室完成。
- 1991年（平成3年）
  - 2月 - PTA設立総会。
  - 6月 - プール改修。
  - 11月 - ランチルーム設置。
- 1992年（平成4年）
  - 4月 - 神奈川県同和教育研究指定校。
  - 11月 - 創立10周年記念式典挙行し、創立10周年記念誌発行。
- 1993年（平成5年）3月 - 新飼育舎完成。
- 1994年（平成6年）3月 - 生活科用水池完成（四季の広場・ひょうたん池）。
- 1997年（平成9年）10月 - 創立15周年ふれあい音楽会開催。
- 1998年（併設10年）
  - 1月 - 防災備蓄庫設置。
  - 3月 - ランチルーム一部普通教室へ転用。
  - 11月 - 一輪車用スロープ設置。
- 1999年（平成11年）
  - 6月 - 学校図書館インターネット接続。
  - 8月 - PC教室新機種入替。
- 2001年（平成13年）
  - 3月 - ランチルーム普通教室に改修。防球ネット設置。
  - 11月 - 指定校緑化事業（夏みかんの木植樹）。
- 2002年（平成14年）11月 - 創立20周年記念式挙行し、創立20周年記念誌発行。
- 2006年（平成18年）4月 - 支援級「松の実級」開設。
- 2008年（平成20年）10月 - 職員用シャワー設置。
- 2009年（平成21年）9月 - 普通教室にエアコン設置。
- 2015年（平成27年）
  - 7月 - この月から11月まで、体育館改修。
  - 8月 - C棟屋上工事実施。

## 児童数・学級数
- 本校の児童数は全学年合計で378人。学級数は全学年合計15学級となっている（2024年（令和6年）5月1日現在）[1]。

## 通学区域
- 相模原市南区[2]
  - 相模大野1丁目（全域）
  - 相模大野4丁目（1番～3番）
  - 東大沼1丁目（17番・18番）
  - 文京1丁目（1番～9番・12番～15番）
  - 若松1丁目（全域）
  - 若松2丁目（全域）
  - 若松3丁目（1番～8番・21番～26番・39番～48番）

## 進学中学校
- 相模原市南区[3]
  - 相模原市立大野南中学校

## 交通アクセス
- 小田急電鉄小田急線・江ノ島線相模大野駅北口から、
  - 神奈川中央交通バス、
    - 「大15」・「大53」・「大68」・「相05」・「相25」の各系統に乗車し、小沼停留所下車後、徒歩3分。
      - なお、「大25」系統も、小沼停留所に停車するが、光が丘1丁目発相模大野駅北口行の片方向運行である。

    - 「相02」系統に乗車し、鵜野森停留所下車後、徒歩5分。

  - 徒歩15分。
- JR東日本横浜線相模原駅から、神奈川中央交通バス「相05」・「相25」の各系統で、小沼停留所下車後、徒歩3分。